# Batalla del Mont Escòrobes
La batalla del Mont Escòrobes fou una de les primeres batalles de la primera guerra mitridàtica, un conflicte militar entre el Regne del Pont i la República de Roma.

## Antecedents
A la mort de Nicomedes III Evèrgetes el 91 aC, Nicomedes IV Filopàtor fou nomenat seu successor al tron del Regne de Bitínia, però Sòcrates de Bitínia es va revoltar i va enderrocar a son germà amb ajut del Regne del Pont. Nicomedes va anar a Roma per reclamar davant el senat romà el qual es va pronunciar al seu favor reinstaurant a Nicomedes al tron i envaint el Regne del Pont el 88 aC. Mitridates VI Eupàtor no va oferir resistència i Nicomedes va arribar fins Amastris, enviant a Pelòpides com ambaixador als romans per demanar explicacions.
Els romans i els seus aliats disposaven de quatre exèrcits escampats a la frontera occidental del Pont i Capadòcia, però entre tots tenien menys tropes que les forces a disposició de Mitridates, i com aquest no va rebre les explicacions que volia, va esclatar la guerra el mateix 88 aC. Mitridates va envair la Capadòcia, que va ocupar fàcilment i va quedar annexionada al Regne del Pont.
Nicomedes IV Filopàtor disposava del major dels exèrcits dels aliats romans amb uns 50.000 soldats d'infanteria i 6.000 de cavalleria. Amb aquest exèrcit Nicomedes va avançar cap a l'est de Paflagònia per formar el flanc nord de la línia defensiva romana, avançant a Bithynium, a l'est de Bitínia fins a Paflagònia, arribant al riu Amnias on va trobar un dels exèrcits del Regne del Pont a una àmplia plana a la vora del riu Amnias, en una batalla que es va resoldre quan els carros van atacar. L'horrible naturalesa de les ferides, causaven por i confusió als bitinis, donant temps a Neoptolemus per reagrupar als seus homes i llançar un atac a la rereguarda bitínia. Després de perdre la major part del seu exèrcit, els supervivents, amb Nicomedes van fugir a Paflagònia, on es van unir amb l'exèrcit romà de Mani Aquil·li el Jove i Manli Mancí. Com a conseqüència de la batalla, es va restaurar al tron a Sòcrates de Bitínia, l'anterior rei.

## Batalla
Les tropes de Mitridates VI Eupàtor en el seu avanç van pujar el cim de l'Escòrobes, a la frontera entre el Regne de Bitínia i el Regne del Pont. L'avantguarda de l'exèrcit, d'un centenar de Sàrmates a cavall van caure sobre 800 cavallers bitinis, que van fugir, però alguns van caure presoners.

## Conseqüències
Quan l'exèrcit de Mani Aquil·li el Jove i Manli Mancí també va ser derrotat, a la fortalesa de Protofàcion, tot l'edifici de la dominació romana a la província d'Àsia va caure.